# Screen Junkies
Screen Junkies er en amerikansk YouTube-kanal, mest kendt for webserien Honest Trailers. Kanalen ejes af aktieselskabet Wikia, og har over 6 millioner abonnementer, og over 2 milliarder views.

## Historie
Kanalen startede i 2008, og startede Honest Trailers i 2012. I 2018 blev kanalen købt af Wikia. Den var tidligere ejet af Defy Media.
I 2019 får Screen Junkie's første biograffilm premiere i USA. Den hedder Never Surrender: A Galaxy Quest Documentary.

### Honest Trailers
I 2012 startede webserien Honest Trailers på YouTube, med Jon Bailey som fortæller. Den mest sete episode er Honest Trailers: Titanic fra 2012, med 41 millioner visninger. Mange kendte har haft gæsteoptrædener i serien, blandt andet har Ryan Reynolds været med som hans karakter, Deadpool, i Honest Trailers: Deadpool.